# Passiflora mendoncaei
Passiflora mendoncaei är en passionsblomsväxtart som beskrevs av Hermann August Theodor Harms. Passiflora mendoncaei ingår i släktet passionsblommor, och familjen passionsblomsväxter. Inga underarter finns listade i Catalogue of Life.